# Let's Wait Awhile
„Let's Wait Awhile” este un cântec al interpretei americane Janet Jackson. Piesa a fost compusă de Jimmy Jam și Terry Lewis și Jackson, fiind inclusă pe cel de-al treilea material discografic de studio al artistei, Control. „Let's Wait Awhile” a ocupat locul 2 în S.U.A. și locul 27 în Elveția, obținând clasări moderate la nivel mondial.

## Clasamente
| Clasament                       | Poziția maximă | Referință |
| ------------------------------- | -------------- | --------- |
| Australian Singles Chart        | 21             | [ 4 ]     |
| Belgian Singles Chart (Flandra) | 15             | [ 5 ]     |
| Canadian Hot 100                | 14             | [ 6 ]     |
| Dutch Singles Chart             | 16             | [ 2 ]     |
| German Singles Chart            | 34             | [ 7 ]     |
| Irish Singles Chart             | 4              | [ 8 ]     |
| New Zealand Singles Chart       | 26             | [ 2 ]     |
| Swiss Singles Chart             | 27             | [ 2 ]     |
| UK Singles Chart                | 3              | [ 9 ]     |
| U.S. Billboard Hot 100          | 2              | [ 3 ]     |